# Алешки (Воронежская область)
Алешки — село в Терновском районе Воронежской области России.
Административный центр Алешковского сельского поселения.

## География
Расположено на реке Карачан.

### Улицы
| - ул. Горная 1-я - ул. Горная 2-я - ул. Дачная - ул. Заливная - ул. Интернациональная - ул. Карла Маркса - ул. Ким - ул. Красная Заря | - ул. Красногорская - ул. Ленинская - ул. Мира - ул. Набережная - ул. Октябрьская - ул. Первомайская - ул. Подгорная - ул. Проезжая | - ул. Пролетарская - ул. Пушкина - ул. Свободы - ул. Советская - ул. Советский Бережок - ул. Тимирязева - ул. Фруктовая - ул. Фрунзе | - пер. Советский |

## Население
| 2010 |
| ---- |
| 958  |

В 2005 году население села составляло 1216 человек.

### Известные люди
- Величко, Владимир Макарович (род. 1937) — советский государственный деятель, организатор экономики, промышленности и производства. Первый заместитель Премьер-министра СССР (1991). Учился в Алешковской школе (до 1948).
- Соколов, Александр Иванович (1918—1973) — русский советский художник.
- Наседкин, Николай Николаевич (род. 1954) — российский художник.